# ATMOS 2000
ATMOS 2000 (Autonomous Truck MOunted howitzer System) je samohodni topnički sustav razvijen od strane izraelske tvrtke Soltam kao privatni projekt. Postojanje ovog sustava je otkriveno 1999., a službeni podaci o njemu su prikazani 2001. Ovaj sustav namijenjen je većinom izvozu, a Izraelska vojska je počela testiranje ATMOS 2000 sustava 2006. godine. 
ATMOS 2000 je naoružan 155 mm/L52 topom/haubicom koji je kompatibilan sa standardnom 155 mm NATO municijom. ATMOS 2000 je dostupan i s kraćom haubicom 155 mm /L39 i 155 mm/L45 cijevima. Sustav se može opremiti i sa sovjetskom M-46 130 mm haubicom. Standardna 155 mm/L52 haubica je razvijena od Soltham ATHOS 2052 vučne haubice. Maksimalan domet s raketno punjenim projektilom je 41 km, a 30 sa standardnim HE projektilom. Borbeni komplet se sastoji od 32 projektila, a brzina paljbe s automatskim punjačem iznosi od 4 do 9 granata u minuti. Posadu vozila čine 4 člana, a kabina je oklopljena i pruža zaštitu od zrna malog kalibra i krhotina topničkih granata.
ATMOS 2000 rabi Tatra T815 VVN 6x6 kamion kao osnovu. Vozilo je pokretano dizelskim motorom koji razvija 315 KS. Sustav se može transportirati zrakom s C-130 Hercules transportnim avionom. ATROM, rumunjska inačica ATMOS 2000 sustava je montirana na lokalno proizveden kamion.